# Angel of Bar 21
Pour plus de détails, voir Fiche technique et Distribution.
Angel of Bar 21 (เทพธิดา บาร์ 21, Thep thida bar 21) est un film thaïlandais réalisé par Euthana Mukdasanit, sorti en 1978,.

## Synopsis
Au bar 21, les hommes peuvent oublier leurs problèmes dans l'alcool, entourés de belles femmes. L'hôtesse Linda Wongsue (ลินดา) décide d'abandonner son travail dans ce bar pour retrouver son petit ami, Parn (พันธุ์), dont elle paie les études depuis quatre ans. Elle va à Chiang Maï pour la cérémonie de remise des diplômes de l'université. Mais dès que son petit ami a son diplôme en poche il rompt sa promesse de mariage et la largue. Linda retourne alors en train à Bangkok. Dans le train trois jeunes de la haute société la harcèlent; deux jeunes paysans, Sing (สิงห์) et Rot (รอด) , la défendent. Rot est tué. Les trois voyous, bien que l'un d'eux soit Akom, le fils d'un député, sont immédiatement arrêtés par la police et mis en prison pour assassinat. Mais les ennuis continuent... Linda rencontre le fils d'une riche famille, le gentil Thanong (ทนง). Linda parviendra-t-elle enfin un jour à retrouver le bonheur?

## Fiche technique
- Titre : Angel of Bar 21
- Titres alternatifs : เทพธิดา บาร์ 21 (Thep thida bar 21)
- Réalisateur : Euthana Mukdasanit (Thai: ยุทธนา มุกดาสนิท)
- Scénaristes : M.L. Bandevanop Devakul et Euthana Mukdasanit d'après La Putain respectueuse de Jean-Paul Sartre[3]
- Son : Sa-gna Jenjaraskull
- Musique : Thareepan Teepsiri
- Pays d'origine : Thaïlande
- Société de distribution : Five Stars[4]
- Genre : Drame et film musical
- Durée : 135 minutes
- Date de sortie : 1978

## Distribution
- Jantra Chaiyanam (จันทรา ชัยนาม) : Linda Wongsue (ลินดา)
- Suchuo Pongwilai (Suchao Pongwilai / สุเชาว์ พงษ์วิไล ) :
- Suda Chuenban (สุดา ชื่นบาน) :
- Wasan Utamayothi (วสันต์ อุตตมะโยธิน) :
- Krailas Kraingkrai  : Sing (สิงห์)
- ศิริพงษ์ อิศรางกูร ณ อยุธยา :
- Juree Osiri (จุรี โอศิริ) :

## Bande-son
Le film Angel of Bar 21 est le premier film thaïlandais qui utilise dans sa bande son de la musique américaine (au début du film).